# Nicolas Dalla Valle
Nicolas Dalla Valle (Cittadella, 13 settembre 1997) è un ex ciclista su strada ed ex pistard italiano.

## Carriera
Attivo come Under-23 dal 2016, gareggia per tre anni con il Team Colpack Ballan; nel 2019 (anno in cui gareggia con la Tirol KTM) viene convocato per la gara in linea Under-23 agli Europei di Alkmaar, vinti dal connazionale Alberto Dainese. Nel finale di stagione è anche stagista con l'UAE Team Emirates.
Passato professionista a inizio 2020 con la Bardiani-CSF-Faizanè, vi rimane per due anni senza però ottenere successi. Nel 2022 è attivo con la Continental Giotti Victoria-Savini Due vincendo due tappe e la classifica punti al Tour of Szeklerland in Romania. Dal 2023 gareggia con il ProTeam Corratec Selle Italia; nello stesso anno partecipa al suo primo Giro d'Italia concludendo al 5º posto in una tappa e conquistando metaforicamente la maglia nera come 125º e ultimo classificato.

## Palmarès

### Strada
- 2015 (Juniores)[3]

Gran Premio Colli Marignanesi
Memorial Sauro Drei
- 2017 (Team Colpack)

Coppa Primo Maggio - Stagno Lombardo
Medaglia d'Oro Città di Monza
- 2022 (Giotti Victoria-Savini Due, due vittorie)

1ª tappa Tour of Szeklerland (Debrecen > Debrecen)
5ª tappa Tour of Szeklerland (Odorheiu Secuiesc > Miercurea Ciuc)
- 2023 (Corratec-Selle Italia, una vittoria)

4ª tappa Tour of Hainan (Wuzhishan > Changjiang)

#### Altri successi
- 2015 (Juniores)

Classifica scalatori Trophée Centre Morbihan
- 2017 (Team Colpack)

Campionati italiani, Cronosquadre Under-23 (con Seid Lizde, Giovanni Carboni e Stefano Oldani)
- 2018 (Team Colpack)

Campionati italiani, Cronosquadre Under-23 (con Davide Plebani, Carloalberto Giordani e Stefano Oldani)
- 2022 (Giotti Victoria-Savini Due)

Classifica a punti Tour of Szeklerland
- 2023 (Corratec Selle Italia)

Classifica a punti Tour of Hainan

### Pista
- 2017

Campionati italiani, Corsa a punti Under-23

## Piazzamenti

### Grandi Giri
- Giro d'Italia

2023: 124º

### Competizioni continentali
- Campionati europei su pista

Anadia 2017 - Inseguimento a squadre Under-23: 8º
Anadia 2017 - Inseguimento individuale Under-23: 15º
Anadia 2017 - Corsa a punti Under-23: 12º
- Campionati europei su strada

Alkmaar 2019 - In linea Under-23: 29º